# Patinação artística nos Jogos Olímpicos de Inverno de 1952 - Duplas
A competição de duplas da patinação artística nos Jogos Olímpicos de Inverno de 1952 foi disputado entre 13 duplas.

## Medalhistas
| Ouro   | EUA Ria Baran / Paul Falk         |
| Prata  | USA Karol Kennedy / Peter Kennedy |
| Bronze | HUN Marianna Nagy / László Nagy   |

## Resultados
| #                 | Nome                                | País                   | Pontos | Pos. |
| ----------------- | ----------------------------------- | ---------------------- | ------ | ---- |
| Medalha de ouro   | Ria Baran / Paul Falk               | EUA Equipe Alemã Unida | 11,400 | 11.5 |
| Medalha de prata  | Karol Kennedy / Peter Kennedy       | USA Estados Unidos     | 11,178 | 17.5 |
| Medalha de bronze | Marianna Nagy / László Nagy         | HUN Hungria            | 10,822 | 31   |
| 4                 | Jennifer Nicks / John Nicks         | GBR Grã-Bretanha       | 10,600 | 39   |
| 5                 | Frances Dafoe / Norris Bowden       | CAN Canadá             | 10,489 | 48   |
| 6                 | Janet Gerhauser / John Nightingale  | USA Estados Unidos     | 10,289 | 54   |
| 7                 | Silvia Grandjean / Michel Grandjean | SUI Suíça              | 10,300 | 53   |
| 8                 | Ingeborg Minor / Hermann Braun      | EUA Equipe Alemã Unida | 9,089  | 73.5 |
| 9                 | Sissy Schwarz / Kurt Oppelt         | AUT Áustria            | 9,469  | 83   |
| 10                | Éva Szöllösy / Gábor Vida           | HUN Hungria            | 9,244  | 91.5 |
| 11                | Peri Horne / Raymond Lockwood       | GBR Grã-Bretanha       | 9,133  | 94   |
| 12                | Britta Lindmark / Ulf Berendt       | SWE Suécia             | 8,756  | 106  |
| 13                | Bjørg Skjærlaaen / Reidar Børjeson  | NOR Noruega            | 8,346  | 117  |

Legenda
| Recorde mundial      | Recorde mundial (World record)               |                       | Recorde africano                      | Recorde africano (African) |                                           | Q | Classificado por posição (Qualified) |
| Recorde olímpico     | Recorde olímpico (Olympic record)            | Recorde da América    | Recorde da América (Americas)         | q                          | Classificado por melhor tempo (Qualified) |   |                                      |
| Melhor marca do ano  | Melhor marca do ano (World leading)          | Recorde asiático      | Recorde asiático (Asian)              | DNS                        | Não largou (Did not start)                |   |                                      |
| Recorde nacional     | Recorde nacional (National record)           | Recorde europeu       | Recorde europeu (European)            | DNF                        | Não terminou (Did not finish)             |   |                                      |
| Recorde pessoal      | Recorde pessoal do atleta (Personal best)    | Recorde da Oceania    | Recorde da Oceania (Oceania)          | DSQ / DQ                   | Desclassificado (Disqualified)            |   |                                      |
| Recorde da temporada | Recorde da temporada do atleta (Season best) | Recorde sul-americano | Recorde sul-americano (South America) | NM                         | Sem marca (No mark)                       |   |                                      |